# 盖乌斯·卡西乌斯·朗基努斯

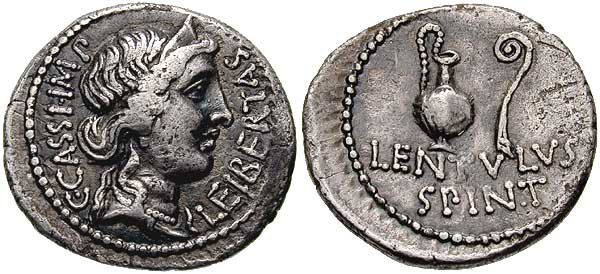
图为迪纳厄斯小银币，于公元前42年由卡西乌斯·朗基努斯和朗图路斯·司宾提尔发行。硬币正面刻有头戴皇冠的罗马自由女神利柏耳塔斯，背面刻有用于祭祀的水壶和连锁螺线。硬币由位于士麦那的军方铸造。

盖乌斯·卡西乌斯·朗基努斯（拉丁文：Gaius Cassius Longinus，早于前85年—前42年10月），罗马元老院议员，谋杀恺撒的主谋，也是马尔库斯·尤尼乌斯·布鲁圖斯的妻舅。

## 传记

### 早年生活
盖乌斯·卡西乌斯的早年生活很少为人所知。在学期间，他曾經与古罗马独裁官苏拉的儿子有过争执，这显示出他对暴君的厌恶。在罗得岛他师从罗得岛的阿基劳斯研习哲学，并熟练掌握了希腊语。

而后与第三朱妮娅·成婚，妻子是塞薇利娅·加比奥尼的女儿，也是共谋人布鲁图的同母异父妹妹。夫妻两人于公元前60年有第一个儿子。

公元前53年，卡西乌斯参加克拉苏发起的对战帕提亚的卡雷战役，最终克拉苏方战败，卡西乌斯帶著五百名騎兵獨自逃跑。

### 罗马大内战
卡西乌斯于公元前50年返回罗马，当时罗马大内战正要在尤利乌斯·凱撒和格奈乌斯·庞培两人间展开。公元前49年，卡西乌斯被推选为平民保民官，投靠贵人派，但他的兄弟卢修斯·卡西乌斯更支持以凱撒为首的平民派。在凱撒渡过卢比孔河后，卡西乌斯很快就离开意大利。随后，他在希腊遇到庞培，并被任命指挥庞培的部分舰队。
公元前48年，卡西乌斯率舰队前往西西里岛，在那里击沉、烧毁凱撒的大部分海军船舰，并进一步侵扰敌方舰队驶离意大利海岸。在闻听庞培在法萨卢斯战役战败的消息后，卡西乌斯前往达达尼尔海峡，意欲与本都国王法纳西斯二世结盟。但在途中遭凱撒追击，被迫无条件投降。
之后凱撒任命卡西乌斯为副将，派遣他在内战中对战先前他本欲投靠的法纳西斯。但卡西乌斯拒绝在非洲与小加图、西庇阿交战，决定退隐到罗马。

### 謀反
此后两年的赋闲时光，卡西乌斯加深与好友西塞罗的关系。公元前44年，卡西乌斯得凱撒宽宥就任外事副执政，并被承诺次年接任叙利亚行省总督。而身为城市副执政的马尔库斯·尤尼乌斯·布鲁图经常冒犯卡西乌斯。
在密谋刺杀凱撒的行动中，虽然卡西乌斯是主要煽动者，他以诛弑暴君为由说服诸多元老，但布鲁图才是这群刺客们的首领，他们自称为解放者（Liberatores）。公元前44年3月15日，卡西乌斯敦促他的解放者同伙们开始行动，并当面刺杀凱撒。虽然刺杀计划成功，但之后的庆典却草草收场，在凯撒的葬礼上，马克·安东尼对刺杀者公然责难。公元前44年，西塞罗在信中经常抱怨罗马仍然处于暴政统治之下，因为那些“解放者”没有除掉安东尼。有资料显示，卡西乌斯本想在刺杀凱撒时一同杀掉安东尼，但被布鲁图阻止，因为他认为他们起事的目的是为共和国清除独裁者，而一并除掉安东尼有悖这一原则。

### 刺杀行动之后
卡西乌斯依仗自己在东方的名望，开始从其他总督处招募军队，积聚力量。到公元前43年为止，他已备有12支军队同普布利乌斯·科尔涅利乌斯·多拉倍拉交战。此时元老院已经与安东尼氏族断绝关系，转而与卡西乌斯为伍，并认可卡西乌斯的叙利亚行省总督官职。多拉倍拉在战斗中被盟友出卖，终而自尽。此时卡西乌斯已拥有足够的向埃及行省进发的保障，但由于后三头同盟的形成，布鲁图向卡西乌斯请求援助。随后卡西乌斯率领大部分军队到士麦那与布鲁图会合，留下他的外甥管理叙利亚行省。
同谋者们决定在亚细亚行省对后三头同盟发起攻击。卡西乌斯摧毁了罗得市，布鲁图也攻下了吕基亚。随后的一年他们在萨第斯重组，军队称他们为英白拉多统帅。之后渡过达达尼尔海峡，又穿过色雷斯，在马其顿王国的腓立比附近扎营。盖乌斯·尤里乌斯·恺撒·屋大维（也就是后来的奥古斯都）和马克·安东尼不久也率军赶到。卡西乌斯等人打算利用自己在国家的优势地位，断绝对方的粮草迫使其投降，却被安东尼逼迫陷入一系列苦战中，这些大小战役合称为腓立比战役。布鲁图战胜了屋大维，夺取了他的营寨。而卡西乌斯则战败，并被安东尼吞并。听闻布鲁图同样战败的假消息后，卡西乌斯放弃了战斗，命仆人Pindarus杀死自己。布鲁图在悼念他时称他为“最后的罗马人”，把他葬在萨索斯岛。

## 延伸阅读
- Cassius Dio Cocceianus. The Roman History: The Reign of Augustus. Ian Scott-Kilvert, trans. London: Penguin Books. 1987.
- Cicero, Marcus Tullius. . D. R. H. Shackleton Bailey, trans. London: Penguin Books. 1986.
- Gowing, Alain M. . Phoenix. 1990, 44 (2): 158–181. JSTOR 1088329. doi:10.2307/1088329.
- Plutarch. . Rex Warner, trans. New York: Penguin Books. 1972.
- Plutarch. . Ian Scott-Kilvert, trans. London: Penguin Books. 1965.